# Cratere d'Este
D'Este è un cratere da impatto sulla superficie di Venere. È intitolato alla nobildonna mantovana Isabella d'Este.